# ETR&D
ETR&D(Educational Technology Research and Development, 교육공학 연구개발지)는 교육공학에서 연구개발에 초점을 둔 학술지이다. 연구 부문(section)과 개발 부문으로 구성되어 있다.